# Guillaume Delisle
Guillaume Delisle, detto anche Guillaume de l'Isle (Parigi, 28 febbraio 1675 – Parigi, 25 gennaio 1726), è stato un cartografo e geografo francese.

## Biografia

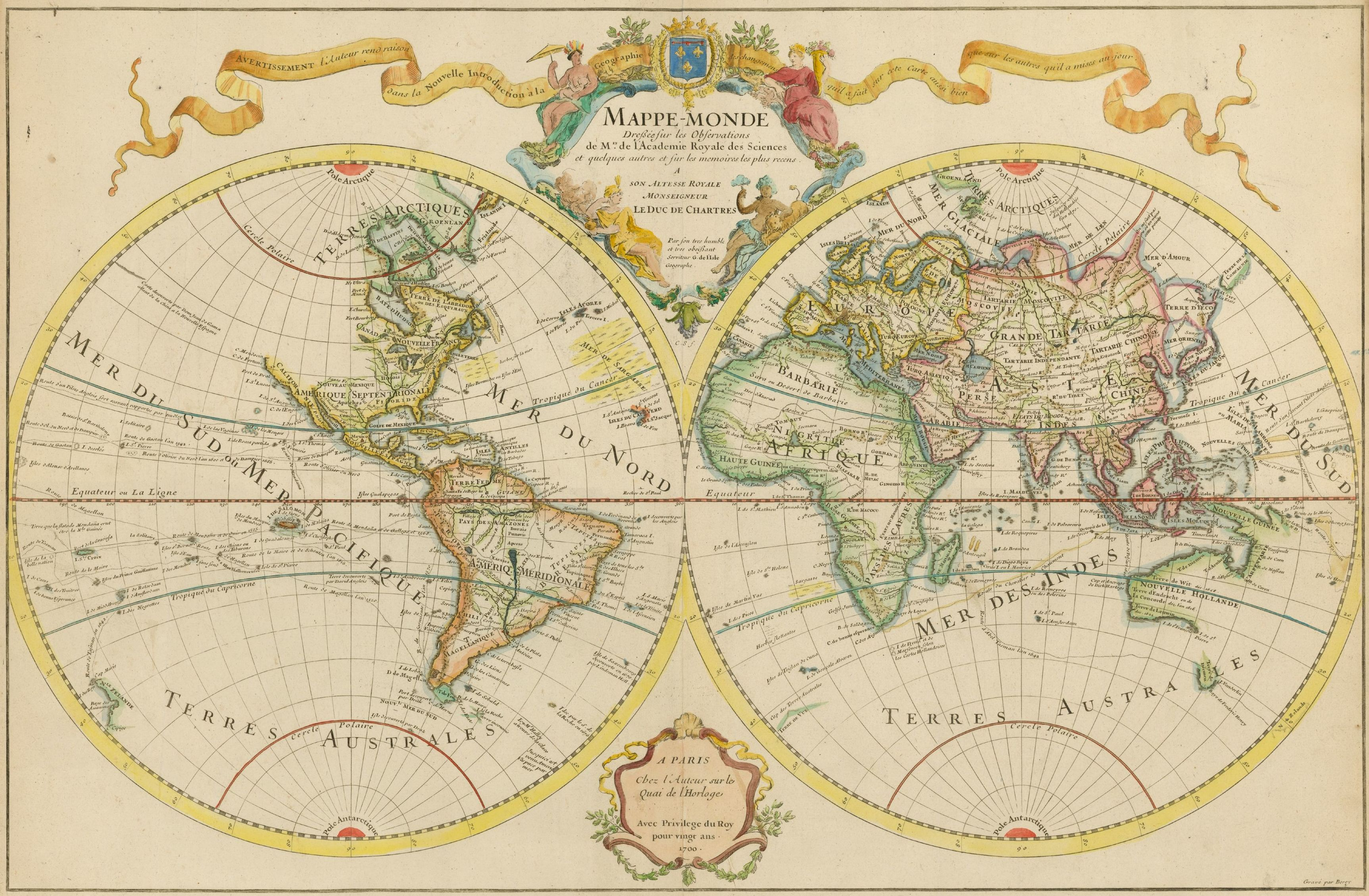
Delisle, Mappe-Monde, 1700

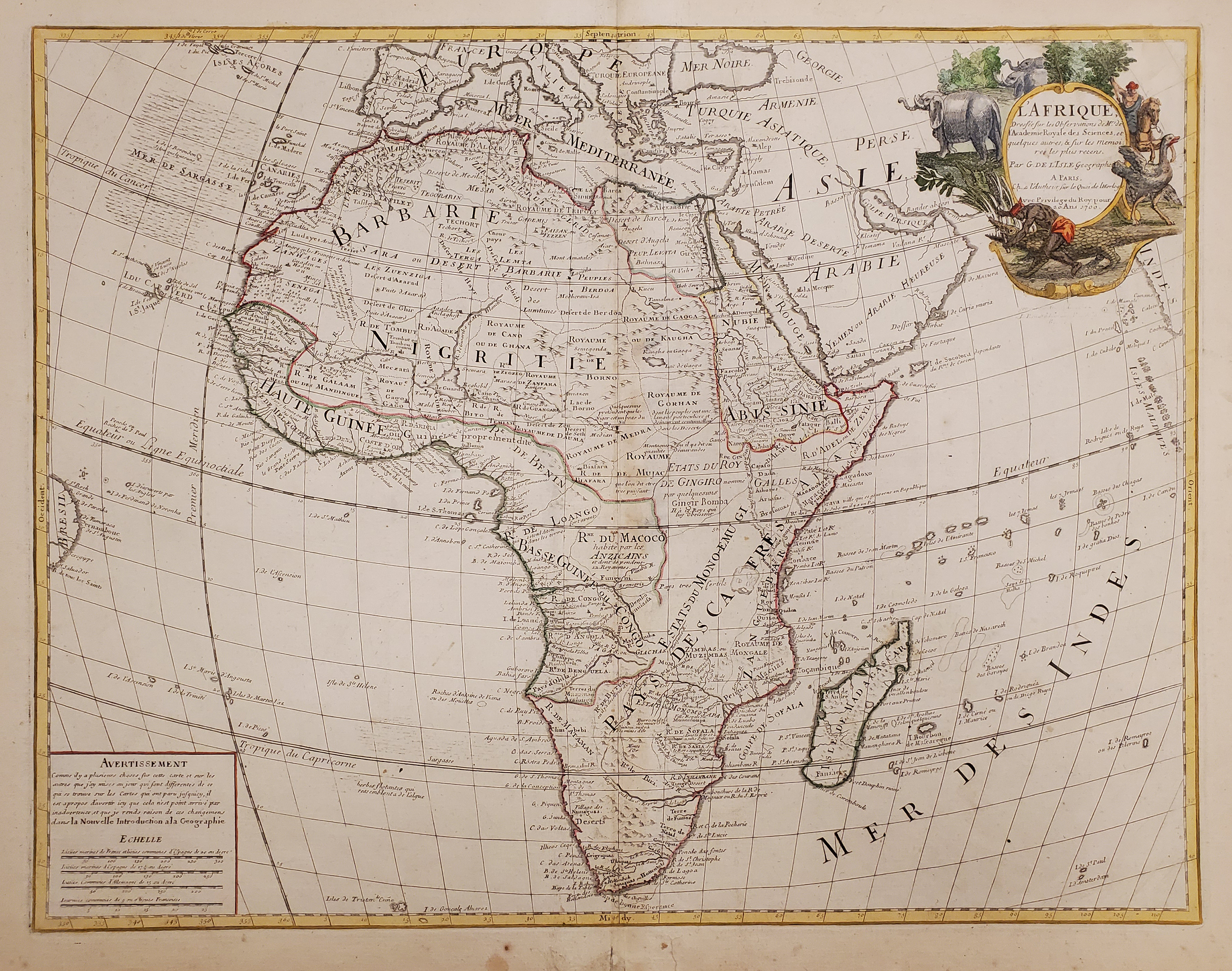
Delisle, L'Afrique, 1700

Figlio di Claude Delisle (1644-1720), storico e geografo al servizio del re di Francia, Guillaume tracciò le sue prime carte in giovanissima età. Allievo di Giovanni Domenico Cassini (1625-1712), realizzò nel 1699 il suo primo globo terrestre manoscritto, in cui erano sintetizzate le più aggiornate conoscenze geografiche del tempo. Nel 1718 Delisle divenne Primo Geografo del re di Francia Luigi XIV (1638-1715), una nuova carica appositamente creata per lui che mantenne fino alla morte.
Nel 1705 intentò causa per plagio all'incisore francese Jean-Baptiste Nolin (1657-1725), che si serviva dei lavori di Delisle, e riuscì a farlo condannare.
Nei lavori cartografici di Delisle, non soltanto vengono rettificati gli errori tramandati dai predecessori, ma scompaiono anche quelle terre immaginarie che riempivano, nelle carte e nei globi, le zone ancora non esplorate. Delisle va considerato come uno dei più importanti riformatori della cartografia francese.